# Seth Fisher
Pour les articles homonymes, voir Fisher.
Seth Fisher est un dessinateur de comics américain né le 22 juillet 1972 et décédé le 30 janvier 2006 à Osaka à la suite d'une chute mortelle.

## Biographie
Seth Fisher possédait un style de dessin unique et très particulier. Il se fit remarquer pour la première fois pour ses dessins de Green Lantern: Willworld et reçut ensuite un Eisner Award du meilleur dessinateur/encreur pour son travail sur Flash: Time Flies and Vertigo Pop! Tokyo.
En 2005, il réalisa les illustrations de l'histoire intitulée Snow dans la série Legends of the Dark Knight #192 à #196 (consacrée à Batman), écrite par Dan Curtis Johnson (en) et J.H. Williams III. Seth Fisher dessina aussi pour Marvel Comics la mini-série Fantastic Four/Iron Man: Big in Japan parue en 2005-2006.
Seth Fisher est décédé des suites d'une chute du septième étage d'un bâtiment à Osaka (Japon).